# Minúscula 474
Minúscula 474 (en la numeración Gregory-Aland), α 137 (Soden) es un manuscrito griego en minúsculas de los Evangelios. Es datado paleográficamente en el siglo XI. Scrivener lo etiquetó por el número 513.

## Descripción
El códice contiene el texto de los cuatro Evangelios en 351 hojas de pergamino (tamaño de 22,2 cm por 17,3 cm), con algunas lagunas (Mateo 1:1-13:53; 16:28-17:18; 24:39-25:9; 26:71-27:14; Marcos 8:32-9:9; Juan 11:8-3; 13:8-21:25). Está escrito en dos columnas por página, 24 líneas por página. Tiene una paginación con números armenios.
El texto está divide de acuerdo a los κεφαλαια (capítulos), cuyos números se colocan al margen del texto. Los τιτλοι (títulos) de los κεφαλαια se dan en la parte superior de las páginas. Tiene las secciones amonianas (en Marcos Sección 233, el último en 16:20), con referencias a los Cánones de Eusebio (escritos por debajo de los números de las secciones amonianas).
Contiene las suscripciones al final de cada Evangelio y marcas de leccionario en el margen (para la lectura litúrgica). Está prolijamente escrito, pero sobrevivió en condiciones miserables.

## Texto
El texto griego del códice es un representante del tipo textual bizantino. Aland lo colocó en la Categoría V.
Según el Perfil del Método de Claremont representa a la familia textual Kx en Lucas 1, Lucas 10 y Lucas 20.
En Mateo 2:11 lee ευρον en vez de ειδον.

## Historia
F. H. A. Scrivener fechó el manuscrito en el siglo X, C. R. Gregory en el siglo XI. Actualmente está datado por el INTF en el siglo XI.
El manuscrito estuvo en el monasterio de la Trinidad en Chalke. Fue traído de Oriente a Inglaterra por Carlyle (1759-1804), profesor de árabe, junto con los manuscritos 470, 471, 472, 473, 475, 488.
El manuscrito fue examinado por J. Farrer en 1804; Scrivener fue quien dio la primera descripción del mismo. Scrivener recopiló su texto en 1852. Se añadió el manuscrito a la lista de los manuscritos del Nuevo Testamento por Scrivener (513) y Gregory (474). Gregory lo vio en 1883.
Se encuentra actualmente en el Palacio de Lambeth (1179) en Londres.

## Lectura adicional
- F. H. A. Scrivener (1853). A Full and Exact Collation of About 20 Greek Manuscripts of the Holy Gospels. Cambridge and London. pp. XXXIII-XXXIV. (como e).